# Scatola nera (serie televisiva)
Scatola nera è una serie televisiva italiana creata da Elia Castangia, Alessandro Betti e Roberto Bosatra diretta da Elia Castangia. È stata distribuita il 25 novembre 2019 su Amazon Prime Video, la seconda stagione viene pubblicata il 7 dicembre 2020 con il titolo Nella Scatola Nera.

## Trama
La prima stagione della serie è ambientata all'interno di un isolato casale di campagna dove Tobia, autore della rappresentazione comica, invita la sua compagnia teatrale a ritirarsi per gli ultimi preparativi dello spettacolo. Ma ciascun attore, però, porta con sé i propri segreti, cioè quelle esperienze di vita che lo accompagnano in teatro e ogni giorno.
Nella seconda stagione l'ambientazione si sposta, a due settimane di distanza dallo spettacolo teatrale, in un commissariato di Polizia dove l'ispettore Matilde Di Malta cerca di risolvere il delitto che aveva concluso la prima stagione, interrogando a turno la compagnia teatrale. Nel corso di ogni interrogatorio, ciascun personaggio ripercorre le vicende delle ultime settimane.

## Episodi
| Stagione         | Episodi | Pubblicazione Italia |
| ---------------- | ------- | -------------------- |
| Prima stagione   | 8       | 2019                 |
| Seconda stagione | 8       | 2020                 |